# Spisak orbitalnih sistema za lansiranje
Ovo je lista konvencionalnih orbitalnih sistema za lansiranje. Sastoji se od lansirnih vozila i drugih konvencionalnih sistema koji se koriste za postavljanje satelita u orbitu.

## Argentina
- ORBIT II – Penzionisan[1]
- TRONADOR – U razvoju[2]

## Australija
- AUSROCK IV – Penzionisan
- Eris (Gilmour Space Technologies) – U razvoju

## Brazil
- VLS-1 – Penzionisan
- VLM – U razvoju

## Kina
- Ceres-1
- Feng Bao 1 – Penzionisan
- Hyperbola-1
- Jielong
  - Jielong 1
  - Jielong 3
- Kaituozhe-1 – Penzionisan
- Kuaizhou
- Long March
  - Long March 1 – Penzionisan
    - Long March 1D

  - Long March 2
    - Long March 2A – Penzionisan
    - Long March 2C
    - Long March 2D
    - Long March 2E – Penzionisan
    - Long March 2F

  - Long March 3 – Penzionisan
    - Long March 3A
    - Long March 3B – Penzionisan
    - Long March 3B/E
    - Long March 3C

  - Long March 4
    - Long March 4A – Penzionisan
    - Long March 4B
    - Long March 4C

  - Long March 5
    - Long March 5B

  - Long March 6
    - Long March 6A

  - Long March 7
    - Long March 7A

  - Long March 8
  - 921 rocket – U razvoju
  - Long March 9 – U razvoju
  - Long March 11
- Zhuque-1
- ZK-1A

## Evropska Unija
- Ariane
  - Ariane 1 – Penzionisan
  - Ariane 2 – Penzionisan
  - Ariane 3 – Penzionisan
  - Ariane 4 – Penzionisan
  - Ariane 5 – Operativna
  - Ariane 6 – U razvoju
  - Ariane Next – U razvoju
- Europa – Penzionisan
  - Europa I – Penzionisan
  - Europa II – Penzionisan
- Vega
  - Vega – Operativna
  - Vega-C – Operativna

## Francuska
- Diamant – Penzionisan
  - Diamant A – Penzionisan 1965-1967[3]
  - Diamant B – Penzionisan 1970-1971[3]
  - Diamant BP4 – Penzionisan 1972-1975[3]
- Zéphyr (Latitude) – U razvoju

## Nemačka
- OTRAG – Penzionisan
- Spektrum (Isar Aerospace) – U razvoju[4]
- RFA One (Rocket Factory Augsburg AG) – U razvoju
- SL1 (HyImpulse) – U razvoju

## Indija
ISRO/DoS sistemi
- SLV-3 – Penzionisan
- Augmented Satellite Launch Vehicle (ASLV) – Penzionisan
- Polar Satellite Launch Vehicle (PSLV)
  - PSLV-G – Penzionisan
  - PSLV-CA – Operativno
  - PSLV-XL – Operativno
  - PSLV-DL – Operativno
  - PSLV-QL – Operativno
- Geosychronous Satellite Launch Vehicle (GSLV)
  - GSLV Mark I – Penzionisan
  - GSLV Mark II – Operativno
  - GEV: GSLV derived ascent vehicle for RLV ORE campaign.[5][6][7]
- Geosynchronous Satellite Launch Vehicle Mark III (LVM-3)
  - LVM 3 – Operativno
  - Human-rated LVM 3 – U razvoju
  - LVM 3 with semi-cryogenic engine – U razvoju
- Small Satellite Launch Vehicle (SSLV) – Operativno
- Nano Satellite Launch Vehicle (NSLV) – U razvoju
- Unified Modular Launch Vehicle (ULV) – Koncept
- Next Generation Launch Vehicle (NGLV) – Predloženo/Koncept[8][9]

Privatne agencije
- Vikram rocket family (Skyroot Aerospace):
  - Vikram I – U razvoju
  - Vikram II – Predloženo
  - Vikram III – Predloženo
- Chetak (Bellatrix Aerospace) – U razvoju
- Garuda (Bellatrix Aerospace) – Predloženo
- Agnibaan (AgniKul Cosmos) – U razvoju
- Phoenix (STAR Lab Surat) – Predloženo
- Kalam (STAR Lab Surat) – U razvoju
- RATAN-RLS (ORBITX India) – Predloženo
- ATAL-II-RLS (ORBITX India) – Predloženo
- SLV-1T (Urvyam Aerospace) – Predloženo
- SLV-VT (Urvyam Aerospace) – Predloženo
- Razor Crest Mk-1 (EtherealX) – Predloženo

## Indonezija
- RPS-420 (Pengorbitan-1) – U razvoju[10]
- RPS-550 (Pengorbitan-2) – U razvoju[10]

## Iran
- Safir – Penzionisan
- Simorgh – U razvoju
- Qased
- Qaem 100 – U razvoju
- Zuljanah – U razvoju

## Irak
- Al Abid – Napušten u fazi istraživanja i razvoja[11]

## Izrael
- Shavit 2

## Italija
- SISPRE C-41 – Penzionisan
- Italian LTV SCOUT (jointly with United States of America) – Penzionisan
- AERITALIA/SNIA/BPD ALFA – Penzionisan
- ALENIA/SNIA-BPD SAN MARCO SCOUT (jointly with NASA) – Otkazano
- Vega (jointly with European Space Agency)
  - Vega – Penzionisan
  - Vega-C – Operational
- T4i Odyssey – U razvoju

Italijanske Rakete

## Japan
- Lambda – Retired
  - L-4S
- Mu – Penzionisan
  - M-4S ([12]
  - M-3C ([13]
  - M-3H ([14]
  - M-3S ([15]
  - M-3SII ([16]
  - M-V
- N – Penzionisan
  - N-I
  - N-II
- H-I – Penzionisan
- H-II
  - H-II – Penzionisan
  - H-IIA
  - H-IIB – Penzionisan
- H3 – U razvoju
- J-I – Penzionisan
- GX – Отказано
- Epsilon
- SS-520
- ZERO – U razvoju

## Malaysia
- DNLV (Independence-X Aerospace) – U razvoju

## Novi Zeland
- Electron (Rocket Lab, razvijena je na Novom Zelandu[17] i Sjedinjenim Državama)
- Neutron – U razvoju

## Severna Koreja
- Paektusan-1 – Penzionisan
- Unha
  - Unha-2 – Penzionisan
  - Unha-3

## Tajvan
- TSLV – U razvoju[18][19]
- Hapith V – U razvoju[20][21]
- HTTP-3a – U razvoju[22]

## Filipini
- Haribon SLS-1 (OrbitX) – U razvoju

## Rumunija
- Haas – U razvoju

## Sovjetski Savez i države naslednice
Russia/USSR
- Angara
- CORONA (SSTO) – Otvoreno
- Kosmos – Penzionisan
  - Kosmos-1
  - Kosmos-2I
  - Kosmos-3
  - Kosmos-3M
- Lin Industrial projects[23]
  - Adler – U razvoju[24]
  - Aldan – U razvoju[25]
  - Aniva – U razvoju[26]
  - Taymyr – U razvoju[27]
  - Vyuga – U razvoju
- N1 – Penzionisan
- R-7
  - Luna – Penzionisan
  - Molniya – Retired
    - Molniya-M
    - Molniya-L

  - Polyot – Penzionisan
  - Soyuz family
    - Soyuz – Penzionisan
      - Soyuz-L
      - Soyuz-M
      - Soyuz-U – Penzionisan
        - Soyuz-U2
        - Soyuz-FG

      - Soyuz-2
        - Soyuz 2.1A
        - Soyuz 2.1B
        - Soyuz 2.1V

  - Sputnik – Penzionisan
  - Stalker (rocket)[28]
  - Voskhod – Penzionisan
  - Vostok – Penzionisan
    - Vostok-L
    - Vostok-K
    - Vostok-2
    - Vostok-2M
    - Soyuz/Vostok
- R-29
  - Shtil'
  - Volna
- Rus-M – Otkazan
- Start-1
- Universal Rocket
  - UR-100
    - Rokot
    - Strela

  - Proton (UR-500) – Penzionisan
    - Proton-K
    - Proton-M
- Energia – Penzionisan

Ukraine
- Zenit
  - Zenit 2 – Penzionisan
  - Zenit-2M – Penzionisan
  - Zenit-3SL
  - Zenit 3SLB
  - Zenit-3F
- R-36
  - Dnepr
  - Tsyklon
    - Tsyklon-2 – Penzionisan
    - Tsyklon-3 – Penzionisan
    - Tsyklon-4 – Napušten
      - Cyclone-4M – U razvoju[29]

## Južnoafrička Republika
- RSA – Otkazan
  - RSA-1
  - RSA-2
  - RSA-3
- CHEETAH-1 – U razvoju[30]

## Južna Koreja
- Blue Whale 1 (Perigee Aerospace) – U razvoju
- Icarus family (Innospace) – U razvoju[31]
  - Icarus-N
  - Icarus-M
  - Icarus-S
- Naro family
  - KSLV-1 (Naro) – Penzionisan[32][33]
  - KSLV-2 (Nuri)

## Španija
- INTA Family
  - INTA Capricornio – Otkazan
  - INTA Programa PILUM – U razvoju
- PLD Space Family
  - PLD Space Miura 5 – U razvoju
  - PLD Space Miura 1 – U razvoju
- Pangea Aerospace Family
  - Pangea Aerospace Meso – U razvoju
- Zero 2 Infinity Family
  - Zero 2 Infinity Bloostar – U razvoju'
- Celestia Aerospace Family
  - Celestia Aerospace Sagittarius – U razvoju

## Turska
- UFS – U razvoju od 2007.[34]

## Velika Britanija
- Black Arrow – Penzionisan
- Black Prince – Otkazan[35]
- Prime (Orbex) – U razvoju[36]
- Skyrora XL (Skyrora) – U razvoju[37]
- Skylon (Reaction Engines) – U razvoju

## SAD

### Aktivne
- Alpha (Firefly Aerospace)
- Antares (Northrop Grumman Innovation Systems)
- Atlas V (United Launch Alliance)
- Electron (Rocket Lab) (kompanija Novi Zeland/Sjedinjene Države)
- LauncherOne (Virgin Orbit)
- Minotaur (Northrop Grumman Innovation Systems)
  - Minotaur I
  - Minotaur IV
  - Minotaur V
  - Minotaur-C
- Pegasus (Northrop Grumman Innovation Systems)
- Space Launch System (NASA)
- SpaceX launch vehicles
  - Falcon 9 Block 5 – Operational
  - Falcon Heavy – Operational

### Neaktivne
- Ares – Otkazano
  - Ares I
  - Ares IV
  - Ares V
- Athena – Penzionisan
  - Athena I
  - Athena II
- Atlas
  - Atlas B – Penzionisan
  - Atlas D – Penzionisan
  - Atlas-Able – Penzionisan
  - Atlas-Agena – Penzionisan
  - Atlas E/F – Penzionisan
  - Atlas H – Penzionisan
  - Atlas LV-3B – Penzionisan
  - Atlas SLV-3 – Penzionisan
  - Atlas-Centaur – Penzionisan
    - Atlas G – Penzionisan
    - Atlas I – Penzionisan
    - Atlas II – Penzionisan
    - Atlas III – Penzionisan
- Conestoga – Penzionisan
- Electron (Rocket Lab) (kompanija Novi Zeland/Sjedinjene Države)
- LauncherOne
- Minotaur
  - Minotaur I
  - Minotaur IV
  - Minotaur V
  - Minotaur-C
- New Glenn (Blue Origin) – U razvoju[38]
- OmegA – Otkazano
- Orbital Accelerator (SpinLaunch) – U razvoju[39]

- Phantom Express – Otkazan
- Pilot – Penzionisan
- Redstone – Penzionisan
  - Juno I
  - Sparta
- Jupiter
  - Juno II
- Rocket 3 (Astra Space) – Penzionisan
- Saturn
  - Saturn I – Penzionisan 1961-1963[40][41]
    - Saturn IB – Penzionisan 1966-1975[42][43]

  - Saturn V – Penzionisan 1967-1973[44]
- Scout – Penzionisan
  - Scout X-1
  - Scout X-2
  - Scout X-2B
  - Scout X-2M
  - Scout X-3
  - Scout X-3M
  - Scout X-4
  - Scout A
  - Scout A-1
  - Scout B
  - Scout B-1
  - Scout D-1
  - Scout E-1
  - Scout F-1
  - Scout G-1
- Space Shuttle – Penzionisan
- SpaceX launch vehicles
  - Falcon 1 – Penzionisan
  - Falcon 1e – Otkazano
  - Falcon 5 – Otkazano
  - Falcon 9
    - Falcon 9 Air – Otkazano
    - Falcon 9 v1.0 – Penzionisan
    - Falcon 9 v1.1 – Penzionisan
    - Falcon 9 Full Thrust – Penzionisan

  - Starship – U razvoju
  - Super Heavy (booster) – U razvoju
- Terran 1 (Relativity Space) – U razvoju
- Terran R (Relativity Space) – U razvoju
- Thor – Penzionisan
  - Thor-Able  – Penzionisan
  - Thor-Ablestar – Penzionisan
  - Thor-Agena – Penzionisan
    - Thorad-Agena – Penzionisan

  - Thor-Burner – Penzionisan
  - Thor DSV-2U – Penzionisan
  - Delta
    - Thor-Delta – Penzionisan
    - Delta A – Penzionisan
    - Delta B – Penzionisan
    - Delta C – Penzionisan
    - Delta D – Penzionisan
    - Delta E – Penzionisan
    - Delta G – Penzionisan
    - Delta J – Penzionisan
    - Delta L – Penzionisan
    - Delta M – Penzionisan
    - Delta N – Penzionisan
    - Delta II – Penzionisan
    - Delta III – Penzionisan
    - Delta IV – Penzionisan
    - Delta IV Heavy – Operativna
- Titan – Penzionisan
  - Titan II GLV
  - Titan 23G
  - Titan IIIA
  - Titan IIIB
  - Titan IIIC
  - Titan IIID
  - Titan IIIE
  - Titan 34D
  - Commercial Titan III
  - Titan IV
- Vanguard – Penzionisan
- Vector-R – U razvoju
- Vector-H – U razvoju
- Vulcan – U razvoju